# Alesheim
Alesheim è un comune tedesco di 1 020 abitanti, situato nel land della Baviera.